# Leucobryum neocaledonicum
Leucobryum neocaledonicum là một loài Rêu trong họ Dicranaceae. Loài này được Duby ex Besch. mô tả khoa học đầu tiên năm 1873.